# Darryl Powell
Darryl Powell (ur. 15 listopada 1971 w Londynie) – piłkarz jamajski grający na pozycji pomocnika.

## Kariera klubowa
Powell urodził się w Lambeth, jednej z dzielnic Londynu, w rodzinie jamajskich emigrantów. Piłkarską karierę rozpoczął jednak w Portsmouth F.C. W sezonie 1988/1989 zadebiutował w jego barwach w Division Two. W pierwszych trzech sezonach był tylko rezerwowym w zespole „The Pompeys” i w tym okresie rozegrał zaledwie 11 meczów. Jednak w latach 1991–1995 był podstawowym zawodnikiem Portsmouth, a łącznie dla tego klubu wystąpił 132 razy i strzelił 16 goli w lidze.
27 lipca 1995 Powell podpisał kontrakt z Derby County. Klub ten zapłacił za niego 750 tysięcy funtów, a Darryl zadebiutował w jego barwach 13 sierpnia w zremisowanym 0:0 domowym spotkaniu z Port Vale F.C. W Derby od początku występował w wyjściowej jedenastce i w 1996 roku awansował z nim do Premiership. Na boiskach ekstraklasy angielskiej grał z „Baranami” do końca sezonu 2001/2002 i wtedy też spadł z nimi do Division One.
Po degradacji Derby 12 września 2002 Darryl przeszedł na zasadzie wolnego transferu do Birmingham City. Przez pół sezonu występował na boiskach Premiership, a w styczniu 2003 odszedł do Sheffield Wednesday, grającego w Division One. Tam Powell także spędził pół roku, a już latem wyjechał do Stanów Zjednoczonych by występować w klubie tamtejszej Major League Soccer, Colorado Rapids. W USA nie zawsze był zawodnikiem pierwszego składu i w 2004 roku odszedł z klubu. 11 lutego 2005 został zawodnikiem Nottingham Forest i po rozegraniu 11 spotkań w rundzie wiosennej sezonu 2004/2005 zakończył piłkarską karierę.

## Kariera reprezentacyjna
W reprezentacji Jamajki Powell zadebiutował w 1998 roku, kiedy zdecydował się reprezentować kraj swoich przodków. W tym samym roku został powołany przez selekcjonera René Simõesa do kadry na Mistrzostwa Świata we Francji. Tam zagrał w dwóch spotkaniach jako rezerwowy: przegranych 1:3 z Chorwacją i 0:5 z Argentyną. W tym drugim otrzymał czerwoną kartkę. Ostatni mecz w „Reggae Boyz” rozegrał w 2001 roku. Ogółem w drużynie narodowej wystąpił 7 razy i zdobył jednego gola.